# Carmine Galanti
Carmine Galanti (* 16. Juli 1821 in Cossignano; † 1891 in Ripatransone) war ein italienischer Theologe, Danteforscher und Schriftsteller.

## Leben
Galanti studierte Theologie, lehrte mehrere Jahre Philosophie und Mathematik. Ostern 1846 wurde er zum Priester geweiht, 1851 zum Kanonikus und nachfolgend zum Direktor des Gymnasiums in Ripatransone ernannt. Galanti veröffentlichte über 500 lateinische Epigramme. Bekannt wurde er für seine Ausarbeitungen zur  »Divina Commedia« erschienen als »Lettere dantesche«.